# 关元昌
关元昌（英語：Kwan Yuen Cheong，1832年—1912年），原名振容，广东番禺人，中国近代牙医先驱，被誉为“中华牙医鼻祖”。孙中山将其尊为义父。

## 生平
关元昌出生于广东的一个基督教家庭，其父关日（字允著，1797年－1863年）是基督教首位华人牧师、伦敦传道会宣教士梁发的十位弟子之一。第一次鸦片战争之后，关日带领全家移居英属香港。此后关元昌在香港伦敦传道会的英华书院内做杂役，并从事印刷工作。后关元昌跟随美籍牙医兼传教士哥伦士学习西医牙科知识，成为首位华人注册牙医，并被誉为“中华牙医鼻祖”。1870年，他回到广州执业，后又返回香港定居。在行医之余，他也十分热心伦敦会会务，积极参与了香港大石柱堂的迁建与道济会堂的筹办。

## 家庭
关元昌的妻子黎亚妹（Lai A Mei）出生于南海西樵黎氏望族，是雅丽氏医院首任护士长，也是香港首位华人女护士。他们二人共育有十子五女。
其子女及后辈包括（第二代起仅列出部分人物）：
- 长女：关月明（Kwan Yuet Ming，1858年－1913年），热心教会。
- 长子：关景云（Kwan King Wan，1860年－1923年），毕业于南洋水师学校，曾任战舰大副、海关办事等。育有二子八女。
- 次子：关景道（Kwan King To，1862年－1889年），曾在南洋水师服役，曾職海关。
- 三子：关景垣（Kwan King Woon，1864年－1864年），早夭。
- 次女：关月屏（Kwan Yuet Ping，1865年－1899年），留美幼童、宋氏三姐妹姨父温秉忠的首位妻子。育有一子，早夭。
- 四子：关景贤（Kwan King Yin，1867年－1919年），毕业于北洋西医学堂，曾任水师北洋医院院长、太医等。育有五子七女。
  - 子：关颂声（Kwan Sung Sing，1892年－1960年），長子，建筑师，基泰工程司创办人。
  - 子：关颂韬（Kwan Sung T'ao，1896年－1980年），三子，中国神经外科先驱，原北京协和医院外科主任。
  - 子：关頌堅，南開畢業後留美，建築師，與周恩來為天津南開同學。
- 五子：关景良（Kwan King Leung，1869年－1945年），醫生，中华医学会创办人之一，孙中山好友，其第一任夫人李月娥亦为孙氏所介绍。他与李月娥育有五子二女，与第二任夫人江恩梅则育有七子二女。
  - 女：关蕙馨（Kwan Wai Heng），嫁给Cheng Yoon-tin。
    - 孙：鄭景明（James K. M. Cheng，1947年－），加拿大建筑师。[9]
- 三女：关月英（Kwan Yuet Ying，1870年－1962年），道济会堂首位女长老，兼为助产士，容星桥之妻。容星橋，即容開，容閎堂弟。育有八子三女。[10]
  - 子：容启兆（Yung Chi Chao，1898年－1970年），化学家，原香港浸会书院化学系教授兼理学院院长。
  - 子：容启东（Yung Chi Tung，1908年－1987年），植物学家，原崇基学院校长、香港中文大学首任副校长。
- 六子：关景忠（Kwan King Chung，1873年－1923年），毕业于香港皇仁学校，曾任海关办事。育有二子三女。
  - 女：关馥馨（Margaret Kwan Fu Shing），嫁给新加坡名医胡载坤。
    - 子：胡赐道（Richard Hu Tsu Tau，1926年－），原新加坡财政部长兼卫生部长。

  - 子：关伯谦（Arthur Kwan Pah Chien，1902年－？），眼科医生，其妻为胡先愿之女胡怡颜（Egan Oh）。
    - 孙：关凯文（Kevin Kwan，1973年－），美国作家。
- 四女：关月霞（Kwan Yuet Har，1874年－1942年），毕生传道。
- 五女：关月华（Kwan Yuet Wah，1875年－？），助产士。育有一子。
- 七子：关景星（Kwan King Sing，1877年－1955年），毕业于北洋西医学校，曾任广东省盐务稽核分所所长。其妻杨舜华为“四大寇”杨鹤龄之妹。育有二子六女。
- 八子：关景燊（Kwan King Sun，1878年－1948年），毕业于美国康奈尔大学，曾任广东省实业司长。其妻为陆佑之女。育有一子。
  - 子关永康，其妻Marquita Scott
    - 女：关南施（Nancy Kwan Ka Shen，1939年－），美国演员。
- 九子：关景铿（Kwan King Hung，1880年－1947年），毕业于北洋西医学校，曾任香港医院分局局长、北洋开滦矿务局医务所所长。育有三子六女。
- 十子：关景辉（Kwan King Fai，1883年－1943年），早年曾谋划暗杀慈禧太后，行事败露后被捕。经其兄关景贤营救后赴美留学。后曾任民国政府汕头等处公路局长、广州市市政府委员。